# Неклейяха
Неклейяха (устар. Неклей-Яга) — река в России, протекает по территории Надымского района Ямало-Ненецкого автономного округа. Устье реки находится в 459 км по левому берегу реки Надым. Длина реки — 41 км.

## Притоки
- 18 км: Нюдя-Неклейяха (лв)
- 21 км: Тырысьяха (пр)

## Данные водного реестра
По данным государственного водного реестра России относится к Нижнеобскому бассейновому округу, водохозяйственный участок реки — Надым, речной подбассейн реки — подбассейн отсутствует. Речной бассейн реки — Надым.
Код объекта в государственном водном реестре — 15030000112115300047408.